# Провод (ТВ филм из 1974)
„Провод” је југословенски ТВ филм из 1974. године. Режирао га је Александар Мандић а сценарио је написала Милица Минт по делу Харолда Пинтера.

## Улоге
| Глумац            | Улога            |
| ----------------- | ---------------- |
| Олга Спиридоновић | Албертова мајка  |
| Предраг Ејдус     | Алберт Стокс     |
| Надежда Вукићевић | Девојка из бара  |
| Петар Словенски   | Господин Кинг    |
| Зорица Шумадинац  | Госпођица Бети   |
| Душица Жегарац    | Госпосђица Ајлин |
| Слободанка Жугић  | Госпођица Џојс   |
| Петар Божовић     | Гидни            |
| Бранко Цвејић     | Кедге            |
| Бранислав Зоговић | Сили             |
| Миливоје Томић    | Магистар Рајан   |
| Милан Јелић       | Баров            |
| Миодраг Андрић    | Хорне            |